# Ценность наследия
Ценности наследия определяются совокупностью различных категорий и способов восприятия, которые подвергаются постоянным изменениям в ходе течения времени и смены эпох. Так, определить ценность наследия, в разные времена, специалисту помогает шкала определения ценности наследия.

Определение ценности наследия является важнейшей частью в ходе решения о реставрации данного объекта. При ценностном анализе, становиться понятно, как именно следует планировать реконструкцию. Определение историко-культурной ценности объекта и его предмета охраны становится так же важным этапом в деле постановки под государственную охрану объектов, обладающих признаками объекта культурного наследия. Процедура определения имеет разработанную методику, по которой осуществляется анализ и оценка подобных объектов с нескольких позиций. Необходимо определить ценность объекта с точки зрения архитектуры, градостроительства, монументального и монументально-декоративного искусства, археологии и истории.

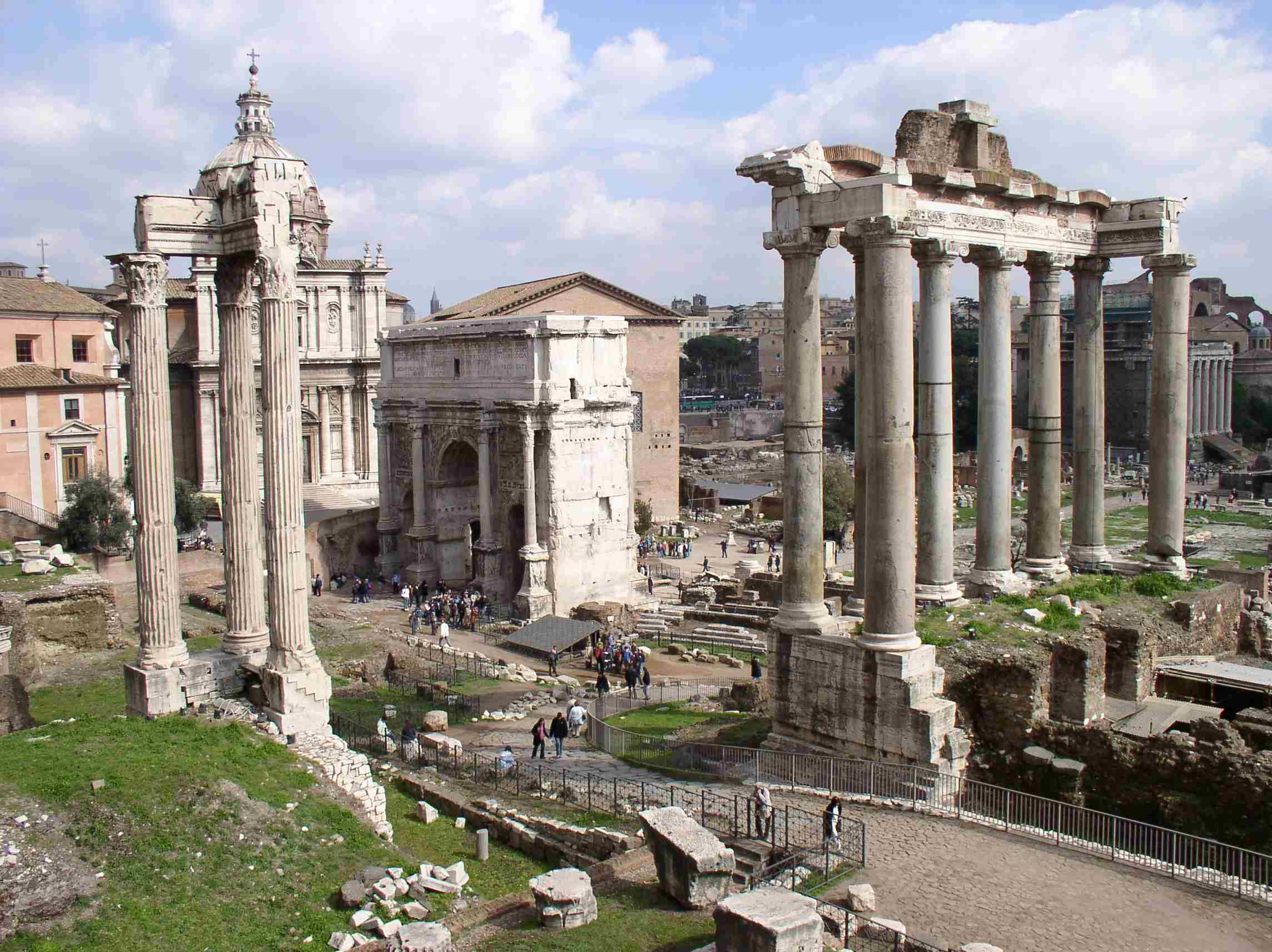
Римский форум, Рим, Италия

Существует множество критериев, по которым определяются ценности наследия. В ходе времени, они часто подвергаются переосмыслению и изменению.

### Общие критерии определения ценности наследия
Существует некоторое количество определений ценности объекта, которые являются «непреходящими»и подходят под определения ценности объекта. Отсюда проистекает теоретическая возможность построить из разнородных теоретических взглядов некую единую, универсальную иерархическую систему ценностей наследия:
1. Эстетическая. В этот критерий входит целостность ансамбля близлежащих строений и данного объекта, объект является самостоятельным произведением искусства или входит в цепочку элементов определяющих градостроительную застройку.
2. Функциональная. Важно, чтобы объект использовался в соответствии с целью его первоначального построения. от функции зависит дальнейшая жизнь объекта. Однако, даже если объект является руинами, местом для осмотра он по прежнему может являться. В целом данный критерий является одним из достаточно проблемных, т.к. если объект находится в состоянии руин, то его функциональное значение будет определить достаточно сложно.
3. Символическая(эмоциональная). Чаще всего наделение объекта символической функцией обусловлено всего лишь месторасположением или просто размером объекта, а не остальными его качествами.

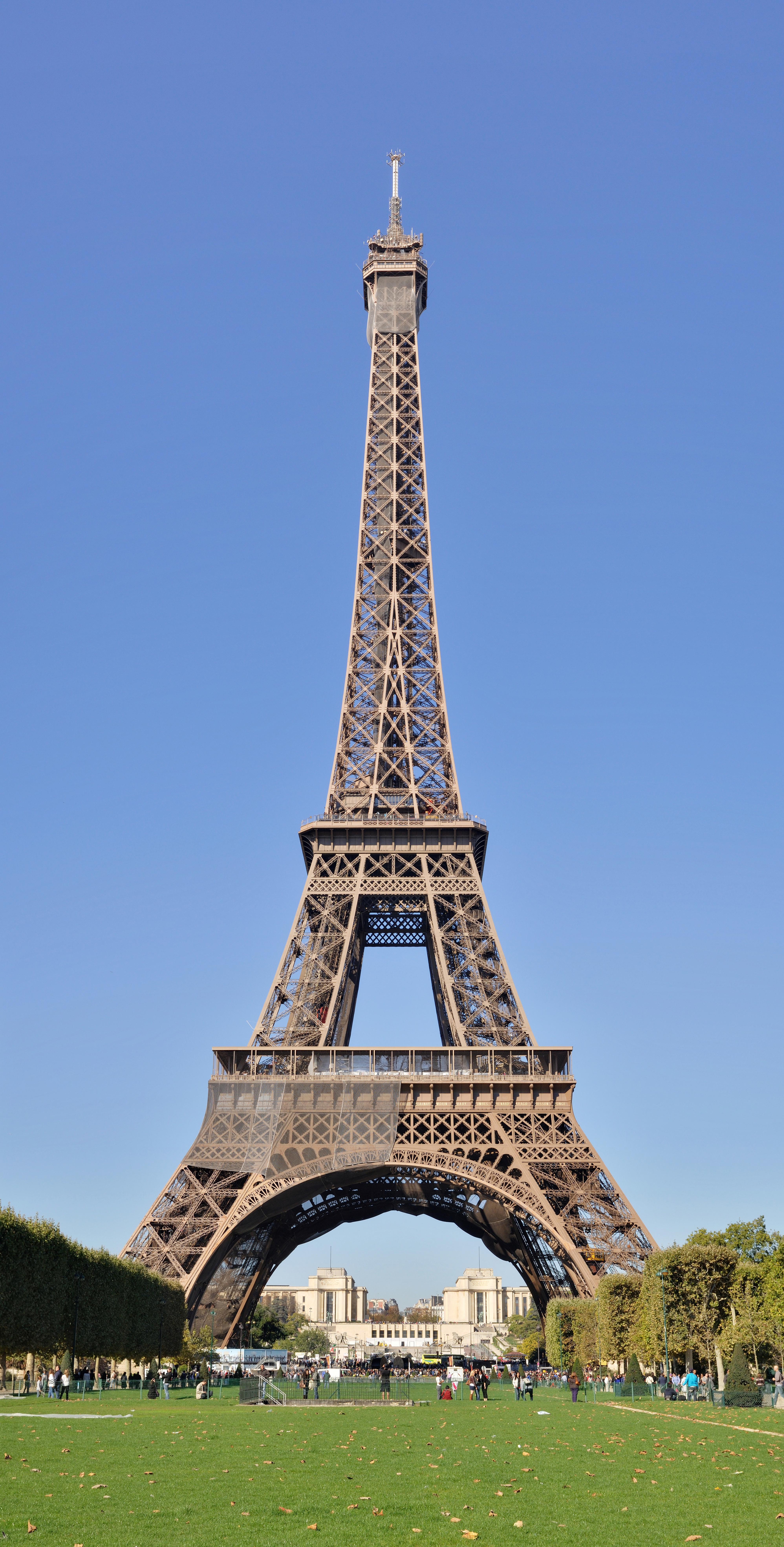
Эйфелева башня, Париж, Франция

### Критерии ценности(реставрация)
Существует набор критериев определения ценности, согласно которым, будет принято решение о удачной реставрации .
1. Максимальная сохранность объекта со времени его построения (максимально без перестроек).
2. Использование объекта, согласно его первоначальному замыслу.
3. Реализация объекта, согласно его первоначальному замыслу.
Основной задачей реставраторов является возвращение реставрируемому объекту вышеперечисленных критериев настолько, насколько это возможно.

### Иерархия объекта
Это ценности, которые проявляются в способе восприятия их особенности, важности их роли в общественной жизни. Именно благодаря наличию этих ценностей наследие охраняют, консервируют и реставрируют. То есть согласно которым, объект можно считать достаточно ценным, чтобы начинать его реставрировать.
1. Аутентичность. Является ценностью высшего порядка. Аутентичность строительных материалов, технологий( то есть у реставраторов новый материал, но технология их изготовления та же).
2. Историческая ценность. Характеризуется способностью объекта быть источником информации по изучению прошлого.

3. Внешние ценности. Являют собой видимые следы на объекте, оставленные в ходе пережитых объектом событий. Например следы от пуль на стенах Брестской крепости в городе Брест, Беларусь. 

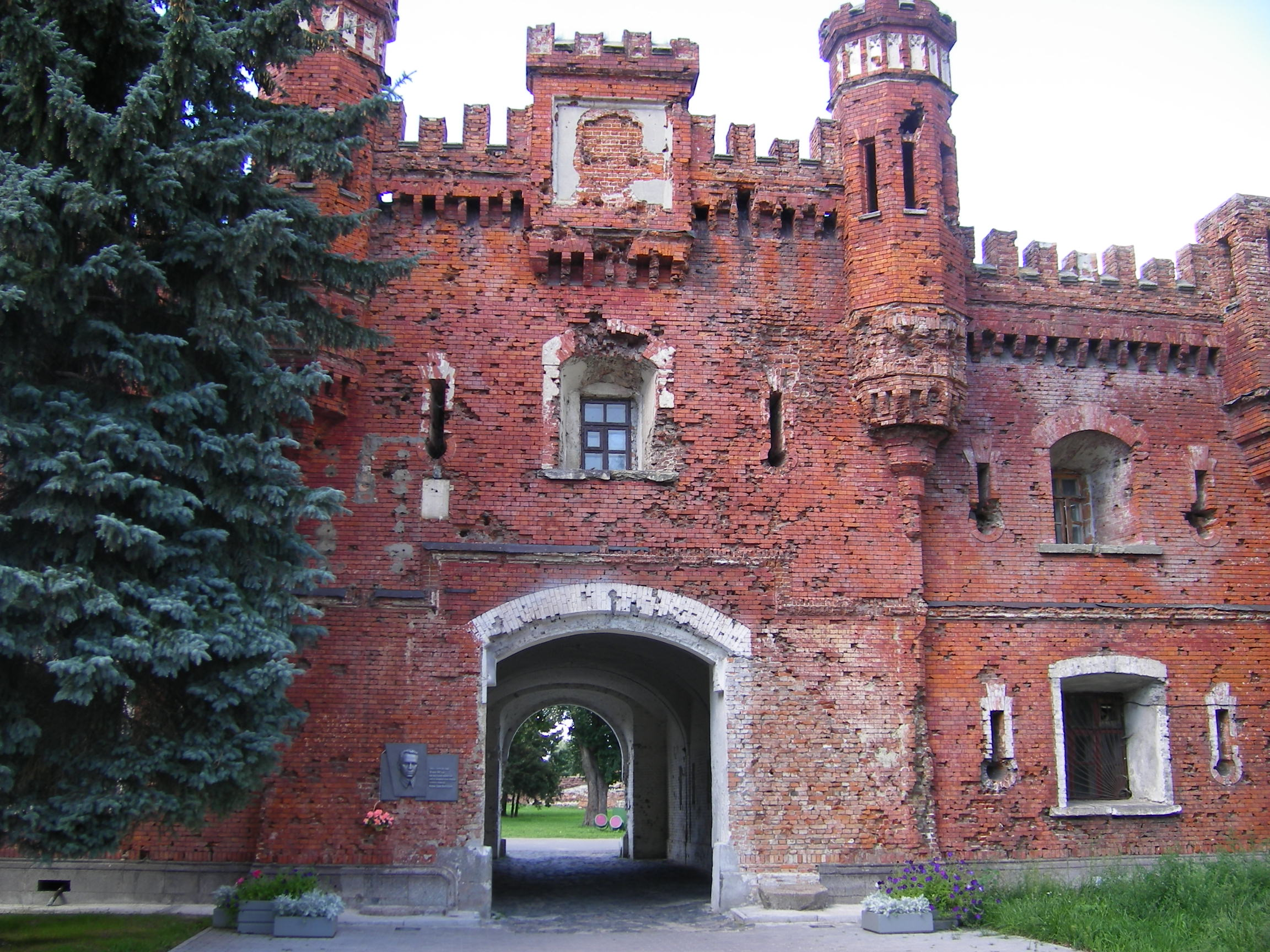
Брестская крепость, Брест, Беларусь

4. Добавленные ценности. Таковыми являются ценности, приобретённые объектом во время своего существования, это ценность источника памяти, ценность ландшафтной доминанты и символическая ценность.
Все эти ценности являются основополагающими в истории и определении объекта ценным. Дальнейшая реставрация должна лишь поддерживать жизнь объекта, но ни как не вредить всем, уже отмеченным выше, функциям и значениям, иначе, реставрация будет считаться крайне неудачной и кроме вреда объекту, и его, так называемой, миссии, нести не будет.